# Ezio Fornaciari
Ezio Fornaciari (ur.  1945) – włoski brydżysta, European Master oraz European Champion w kategorii Seniors (EBL).

## Wyniki brydżowe

### Olimpiady
Na olimpiadach uzyskał następujące rezultaty:
| Olimpiady brydżowe. Zawody teamów | Olimpiady brydżowe. Zawody teamów | Olimpiady brydżowe. Zawody teamów | Olimpiady brydżowe. Zawody teamów | Olimpiady brydżowe. Zawody teamów | Olimpiady brydżowe. Zawody teamów |
| Rok                               | Miejsce                           | Zawody                            | Kategoria                         | Drużyna                           | Pozycja                           |
| --------------------------------- | --------------------------------- | --------------------------------- | --------------------------------- | --------------------------------- | --------------------------------- |
| 2004                              | Stambuł                           | 12. Olimpiada Teamów              | Seniorzy                          | Italy                             | 15                                |

### Zawody światowe
W światowych zawodach zdobył następujące lokaty:
| Mistrzostwa Świata. Konkurencja teamów | Mistrzostwa Świata. Konkurencja teamów | Mistrzostwa Świata. Konkurencja teamów                | Mistrzostwa Świata. Konkurencja teamów | Mistrzostwa Świata. Konkurencja teamów | Mistrzostwa Świata. Konkurencja teamów |
| Rok                                    | Miejsce                                | Zawody                                                | Kategoria                              | Drużyna                                | Pozycja                                |
| -------------------------------------- | -------------------------------------- | ----------------------------------------------------- | -------------------------------------- | -------------------------------------- | -------------------------------------- |
| 2006                                   | Werona                                 | 12. Mistrzostwa Świata                                | Open                                   | Fioretti                               | 145                                    |
| 2006                                   | Werona                                 | 12. Mistrzostwa Świata                                | Seniorzy                               | Fornaciari                             | 10                                     |
| 2004                                   | Stambuł                                | 3. Transnarodowe Mistrzostwa Świata Teamów Mikstowych | Miksty                                 | Fornaciari                             | 8                                      |
| 2003                                   | Monte Carlo                            | 36. Mistrzostwa Świata Teamów                         | Trans                                  | Fornaciari                             | 33                                     |
| 2003                                   | Monte Carlo                            | 36. Mistrzostwa Świata Teamów                         | Seniorzy                               | Italy                                  | 6                                      |
| 2000                                   | Maastricht                             | 11. Olimpiada Brydżowa                                | Miksty                                 | Fornaciari                             | 29                                     |
| 1998                                   | Lille                                  | 10. Mistrzostwa Świata                                | Open                                   | Fornaciari                             | 81                                     |

| Mistrzostwa Świata. Konkurencja par | Mistrzostwa Świata. Konkurencja par | Mistrzostwa Świata. Konkurencja par | Mistrzostwa Świata. Konkurencja par | Mistrzostwa Świata. Konkurencja par | Mistrzostwa Świata. Konkurencja par |
| Rok                                 | Miejsce                             | Zawody                              | Kategoria                           | Partner                             | Pozycja                             |
| ----------------------------------- | ----------------------------------- | ----------------------------------- | ----------------------------------- | ----------------------------------- | ----------------------------------- |
| 2006                                | Werona                              | 12. Mistrzostwa Świata              | Seniorzy                            | Carlo Mariani                       | 13                                  |
| 2006                                | Werona                              | 12. Mistrzostwa Świata              | Miksty                              | Donatella Gigliotti                 | 342                                 |

### Zawody europejskie
W europejskich zawodach zdobył następujące lokaty:
| Zawody europejskie. Konkurencja teamów | Zawody europejskie. Konkurencja teamów | Zawody europejskie. Konkurencja teamów | Zawody europejskie. Konkurencja teamów | Zawody europejskie. Konkurencja teamów | Zawody europejskie. Konkurencja teamów |
| Rok                                    | Miejsce                                | Zawody                                 | Kategoria                              | Drużyna                                | Pozycja                                |
| -------------------------------------- | -------------------------------------- | -------------------------------------- | -------------------------------------- | -------------------------------------- | -------------------------------------- |
| 2013                                   | Opatija                                | 12. Puchar Europy                      | Open                                   | Asd Reggio Emilia                      | 4                                      |
| 2013                                   | Ostenda                                | 6. Otwarte Mistrzostwa Europy          | Miksty                                 | Fornaciari                             | 63                                     |
| 2009                                   | San Remo                               | 4. Otwarte Mistrzostwa Europy          | Miksty                                 | Fornaciari                             | 36                                     |
| 2009                                   | San Remo                               | 4. Otwarte Mistrzostwa Europy          | Seniorzy                               | Fornaciari                             | 5                                      |
| 2008                                   | Pau                                    | 49. Mistrzostwa Europy Teamów          | Seniorzy                               | Italy                                  | 6                                      |
| 2006                                   | Warszawa                               | 48. Mistrzostwa Europy Teamów          | Seniorzy                               | Italy                                  | 6                                      |
| 2005                                   | Teneryfa                               | 2. Otwarte Mistrzostwa Europy          | Miksty                                 | Fornaciari                             | 9                                      |
| 2005                                   | Teneryfa                               | 2. Otwarte Mistrzostwa Europy          | Seniorzy                               | Fornaciari                             | 1                                      |
| 2003                                   | Mentona                                | 1. Otwarte Mistrzostwa Europy          | Miksty                                 | Fornaciari                             | 54                                     |
| 2003                                   | Mentona                                | 1. Otwarte Mistrzostwa Europy          | Seniorzy                               | Fornaciari                             | 2                                      |
| 2002                                   | Salsomaggiore                          | 46. Mistrzostwa Europy Teamów          | Seniorzy                               | Italy                                  | 9                                      |
| 2002                                   | Ostenda                                | 7. Mistrzostwa Europy Mikstów          | Miksty                                 | Fornaciari                             | 8                                      |
| 2000                                   | Bellaria                               | 6. Mistrzostwa Europy Mikstów          | Miksty                                 | Fornaciari                             | 40                                     |

| Zawody europejskie. Konkurencja par | Zawody europejskie. Konkurencja par | Zawody europejskie. Konkurencja par | Zawody europejskie. Konkurencja par | Zawody europejskie. Konkurencja par | Zawody europejskie. Konkurencja par |
| Rok                                 | Miejsce                             | Zawody                              | Kategoria                           | Partner                             | Pozycja                             |
| ----------------------------------- | ----------------------------------- | ----------------------------------- | ----------------------------------- | ----------------------------------- | ----------------------------------- |
| 2013                                | Ostenda                             | 6. Otwarte Mistrzostwa Europy       | Miksty                              | Carla Gianardi                      | 188                                 |
| 2009                                | San Remo                            | 4. Otwarte Mistrzostwa Europy       | Seniorzy                            | Carlo Mariani                       | 16                                  |
| 2009                                | San Remo                            | 4. Otwarte Mistrzostwa Europy       | Miksty                              | Irene Baroni                        | 189                                 |
| 2005                                | Teneryfa                            | 2. Otwarte Mistrzostwa Europy       | Mikst                               | Irene Baroni                        | 110                                 |
| 2005                                | Teneryfa                            | 2. Otwarte Mistrzostwa Europy       | Seniorzy                            | Carlo Mariani                       | 3                                   |
| 2003                                | Mentona                             | 1. Otwarte Mistrzostwa Europy       | Seniorzy                            | Antonio Vivaldi                     | 23                                  |
| 2002                                | Ostenda                             | 7. Mistrzostwa Europy Mikstów       | Mikst                               | Donatella Gigliotti                 | 230                                 |
| 2001                                | Sorrento                            | 11. Mistrzostwa Europy Par          | Seniorzy                            | Antonio Vivaldi                     | 16                                  |
| 2000                                | Bellaria                            | 6. Mistrzostwa Europy Mikstów       | Mikst                               | Loreda Cittolin                     | 72                                  |
| 1995                                | Rzym                                | 8. Mistrzostwa Europy Par           | Open                                | Ivan Camerini                       | 180                                 |

## Klasyfikacja
- Ezio Fornaciari – klasyfikacja WBF (ang.)
- Ezio Fornaciari – klasyfikacja EBL (ang.)